# Jacob Gillig
Jacob Gillig (cca. 1636 Utrecht – 24. července 1701 Utrecht) byl nizozemský malíř známý svými rybími zátišími.

## Život a dílo
Byl synem majitele soukenictví a pozdějšího vězeňského dozorce Michaela Gilliga; Jacob se v mládí stal také obchodníkem. 22. ledna 1661 se oženil s Hester Willaertsovou († 1680), dcerou malíře Adama Willaertse, s kterou měl syna Michiela Gilliga. Jeho tchán zemřel v roce 1664 a přibližně v té době začal Jacob malovat svá první zátiší. Po smrti manželky se 23. května 1681 podruhé oženil, a to s vdovou Elisabeth Gloverovou. Podruhé ovdověl v roce 1691, a zdá se, že se v téže době dostal do finančních potíží, jelikož se nechal zaměstnat jako žalářník v utrechtské městské věznici. Zemřel v Utrechtu v červenci 1701.
Jacob Gillig je považován za jednoho z nejlepších holandských malířů rybích zátiší sedmnáctého století, a dle Abrahama Jacoba van der Aa byly jeho práce „tak nenapodobitelně krásné a realistické, že dodnes nebyly v tomto žánru vytvořeny lepší.“ Gillig maloval své stánky na rybím trhu (nedaleko kterého bydlel) i jiná zátiší v jemném stříbřitém tónu, a nejčastěji znázorňoval sladkovodní ryby, ale též mořské ryby a jiné podvodní živočichy spolu s rybářským náčiním. Mořské i jiné krajiny v pozadí jeho děl často malovali jiní umělci, jako například Isaac Willaerts nebo Abraham Mignon. Struktura jeho kompozic připomíná svou lehkostí spíše vlámské než holandské malíře.
Gillig byl pravděpodobně žákem Willema Ormey a měl vliv na dílo Evarista Baschenise. Na rozdíl od ostatních utrechtských malířů oné doby nebyl členem Cechu svatého Lukáše.
Dle Arnolda Houbrakena Gillig v pozdějších fázích života maloval i portréty, zřejmě jde ale o omyl a záměnu s jeho synem Michielem. Jacob měl být tvrdohlavým člověkem a na počátku své kariéry byl prý poněkud domýšlivý a přehnaně vyzdvihoval vlastní umělecké kvality.

## Galerie
- Rybí zátiší s rozřezanou štikou a jinými sladkovodními rybami (1678)
- Rybí zátiší s kočkou a měděnou mísou (1672)
- Rybí zátiší
- Zátiší se třemi rybami v koši a plátky rybího masa na stole (1682)
- Rybí zátiší s krajinou (1687)